# 盐城湿地珍禽国家级自然保护区
江苏盐城湿地珍禽国家级自然保护区位于中华人民共和国江苏省盐城市黄海之滨，总面积247260公顷，是全球九大鸟类迁飞通道之一的东亚-澳大利西亚鸟类迁徙路线上重要的栖息地。主要保护对象是以丹顶鹤为代表的湿地珍稀野生动物及其赖以生存的滨海湿地生态系统。每年10月底至来年3月约有400-600只野生丹顶鹤在这里越冬。
保护区于1983年由江苏省人民政府建立，时为省级自然保护区；1992年升为国家级自然保护区，同年11月被联合国教科文组织人与生物圈协调理事会批准为“世界生物圈保护区”。2019年经联合国教科文组织世界遗产委员会批准，作为中国黄（渤）海候鸟栖息地（第一期）的一部分被列入世界遗产名录，称为中国第一个滨海湿地类型的世界自然遗产。
2025年经世界自然保护联盟批准列入IUCN绿色名录。现为国际湿地网络及中国湿地教育中心行动计划成员。
保护区生态多样性丰富，记录到的动植物种数达2600多种。区内有丹顶鹤 (Grus japonensis)、白头鹤 (Grus monacha)、白鹤 (Grus leucogeranus)、东方白鹳 (Ciconia boyciana)、黑鹳 (Ciconia nigra)、中华秋沙鸭 (Mergus squamatus)、遗鸥 (Larus relictus)、大鸨 (Otis tarda)、白肩雕 (Aquila heliaca)、金雕 (Aquila chrysaetos)、白尾海雕 (Haliaeetus albicilla)、白鲟 (Psephurus gladius)、中华鲟 (Acipenser sinensis) 和麋鹿  (Elaphurus davidianus) 等14种国家一级重点保护野生动物，以及80多种二级重点保护野生动物。区内有29种鸟类被列入世界自然保护联盟（IUCN）的濒危物种红皮书中。